# Gårdarike

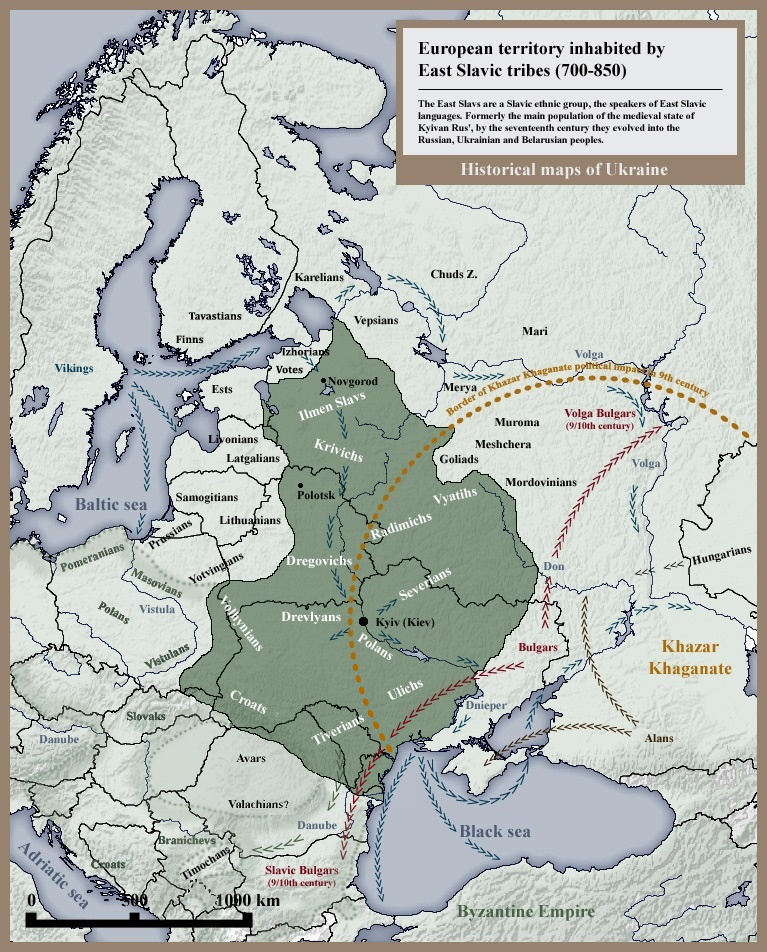
Gränserna av östslaviska stammar inom Gårdarike under varjagiskt styre.

Gårdarike, Garðaríki, är en gammal norrön (fornnordisk) benämning på Kievriket som bildades av varjager som sedan togs över av vikingen Rurik av Novgorods son, prins Oleg av Kiev, vilket senare skulle lägga grunden till det moderna Ryssland, Belarus och Ukraina.
Det är inte alltid tydligt vilket område som avses med "Gårdarike". Ibland talas det parallellt om Gårdarike och Rus, till exempel i Torvald vittfarnes saga där alla konunga á Rúzlandi ok í ǫllu Garðaríki nämns, d.v.s. 'alla kungar i Rusrike och i hela Gårdarike'. Där verkar alltså "Rusrike" utgöra en del i den större enheten "Gårdarike".
Adjektivet för någon eller något från Gårdarike var gerzkr ("gärdsk"), ibland sammanblandat med girskr, som betyder grekisk.

## Historik
På vikingatida svenska runstenar förekommer även Garðar (Gårdarna). "Gårdar" var områden med handelsplatser, och kommer från slaviskans grad/gorod. 'stad' (se den engelska artikeln om slaviska bosättningar som innehåller ordledet grad). Ett annat namn för Rus som förekommer i den norröna litteraturen är Svitjod det stora, det vill säga ungefärligen det stora Sveariket.

## Sagokungar från Gårdarike
Nordisk sagalitteratur uppger följande regenter över Gårdarike:
- Odin (enligt Hervarar saga)
- Sigrlami (Hervarar saga)
- Rollaugr (Hervarar saga)
- Radbart (Sagobrottstycken om några fornkonungar i Dana- och Sveaväldet)
- Hreggviðr (Gånge-Rolf saga)
- Hálfdan Brönufostri (kung av Svitjod enligt Sörles tåt)
- Vissavald (Olof Tryggvasons saga)